# Diecezja Évry-Corbeil-Essonnes
Diecezja Évry–Corbeil-Essonnes – diecezja Kościoła rzymskokatolickiego we Francji, w metropolii paryskiej. Powstała w 1966 jako diecezja Corbeil. Obecną nazwę uzyskała w 1988 roku. Początkowo rolę katedry diecezjalnej pełniła katedra Saint-Spire w Corbeil-Essonnes. W 1995 oddano do użytku nową katedrę w Évry, będącą do dziś najmłodszą katolicką katedrą diecezjalną w całej Francji. Jest to jedyna katedra w całej Francji, która należy do Kościoła. . Świątynia w Corbeil stała się wówczas konkatedrą. Trzecim najważniejszym kościołem diecezji, o statusie bazyliki mniejszej, jest bazylika Notre-Dame de Bonne-Garde w Longpont-sur-Orge.